# Corticaria camerunensis
Corticaria camerunensis is een keversoort uit de familie schimmelkevers (Latridiidae). De wetenschappelijke naam van de soort werd in 1980 gepubliceerd door Roger Dajoz.